# منتخب غانا لكرة السلة
منتخب غانا لكرة السلة هو ممثل غانا الرسمي في المنافسات الدولية في كرة السلة. ينتمي إلى منطقة الاتحاد الأفريقي لكرة السلة. انضم إلى الاتحاد الدولي لكرة السلة في عام 1962.